# 錫格爾鎮區 (伊利諾伊州謝爾比縣)
錫格爾鎮區（英語：Sigel Township）是位於美國伊利諾伊州謝爾比縣的一個行政鎮區。

## 地方資料
根據2010年美國人口普查的數據，錫格爾鎮區的面積為61.70平方千米，當中陸地面積為61.70平方千米，而水域面積為0.00平方千米。當地共有人口805人，而人口密度為每平方千米13.05人。